# Monardia furcifera
Monardia furcifera är en tvåvingeart som beskrevs av Boris Mamaev 1963. Monardia furcifera ingår i släktet Monardia och familjen gallmyggor. Arten är reproducerande i Sverige. Inga underarter finns listade i Catalogue of Life.